# Randonneuring

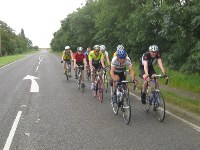
Un gruppo di ciclisti durante un evento di randonneuring di 200 km

Il randonneuring (anche noto come Audax nel Regno Unito, in Australia e in Brasile) è uno sport ciclistico sulla lunga distanza che ha le sue origini nel ciclismo audax.  Nel randonneuring, i partecipanti affrontano percorsi di 200 km e oltre, passando attraverso predeterminati punti di controllo distanti tra loro qualche decina di chilometri. Lo scopo è completare il percorso entro determinati limiti di tempo, e l'ordine di arrivo è ininfluente. I ciclisti possono scegliere di viaggiare in gruppo o da soli, e devono essere autosufficienti tra un controllo e l'altro. Un evento di randonneuring è detto randonée o brevetto e un ciclista che ha completato un evento di 200 km è definito randonneur.

L'organismo internazionale di governo del randonneuring è l'Audax Club Parisien (ACP), che collabora con altre organizzazioni internazionali di randonneuring in tutto il mondo attraverso il Les Randonneurs Mondiaux (RM).  Il randonneuring è popolare in Francia, e trova un buon seguito in Paesi Bassi, Belgio, Regno Unito, Australia, USA, Canada, Brasile e India.

## Regole e procedure
La maggioranza degli eventi di randonneuring sono classificati come "brevetti di randonneur". In tali eventi, i partecipanti seguono un percorso attraverso una serie di predeterminati "punti di controllo", tipicamente distanti tra loro qualche decina di chilometri. Ciascun partecipante porta con sé una "carta brevetto" che deve essere timbrata ad ogni punto di controllo per dimostrare l'avvenuto passaggio. Al termine dell'evento, la carta brevetto è consegnata agli organizzatori per il controllo e la verifica. I partecipanti sono tenuti a rispettare limiti minimi e massimi nella velocità media. In un tipico brevetto di 200 km, la velocità minima è intorno ai 15 km/h e la massima è 30 km/h. Coloro che dovessero arrivare in anticipo ad un punto di controllo, dovranno quindi attendere prima di poter ripartire. I partecipanti possono fermarsi ai controlli per riposare e mangiare, sebbene questo non aggiunga tempo supplementare per completare l'evento. Inoltre essi possono scegliere di viaggiare individualmente o in gruppo. Un brevetto non è una gara, e non viene pubblicato alcun ordine di arrivo. I ciclisti devono essere pienamente autosufficienti tra i controlli, e a tale scopo portano quindi con sé cibo, acqua, vestiti di ricambio e i vari strumenti necessari (attrezzi, pezzi di ricambio, mappe per la navigazione).
In aggiunta agli eventi disputati in date specifiche, vi sono brevetti "permanenti" (o "raid") che possono essere affrontati in qualunque momento previo accordo con gli organizzatori, e brevetti "permanenti fai-da-te" in cui un partecipante propone un percorso specifico. In tali eventi, i "punti di controllo" sono luoghi predesignati in cui la persona si ferma per procurarsi una prova del suo passaggio, come ad esempio uno scontrino fiscale del posto. In alcuni eventi, le registrazioni delle tracce GPS sono accettate come prova che il partecipante ha completato il percorso.
Oltre agli eventi di 200 km, vi sono brevetti di 300, 400, 600 km e oltre. In tali casi tipicamente un tratto del percorso sarà affrontato in condizioni di oscurità. Vi sono anche eventi più corti: in un "brevetto popolare" (o semplicemente un "popolare"), i partecipanti affrontano un percorso di 50, 100 o 150 km. Tali brevetti vengono considerati una buona introduzione agli eventi di "randonneur" veri e propri, oltre ad essere una distanza gestibile per quei ciclisti che vogliano mantenere una partecipazione regolare a questo sport per periodi di tempo prolungati.
Vi sono variazioni sul tema del brevetto, quali il "Flèche" ("Freccia"), in cui diversi gruppi di ciclisti convergono in un unico punto di arrivo partendo da luoghi diversi.

## Biciclette ed Equipaggiamento

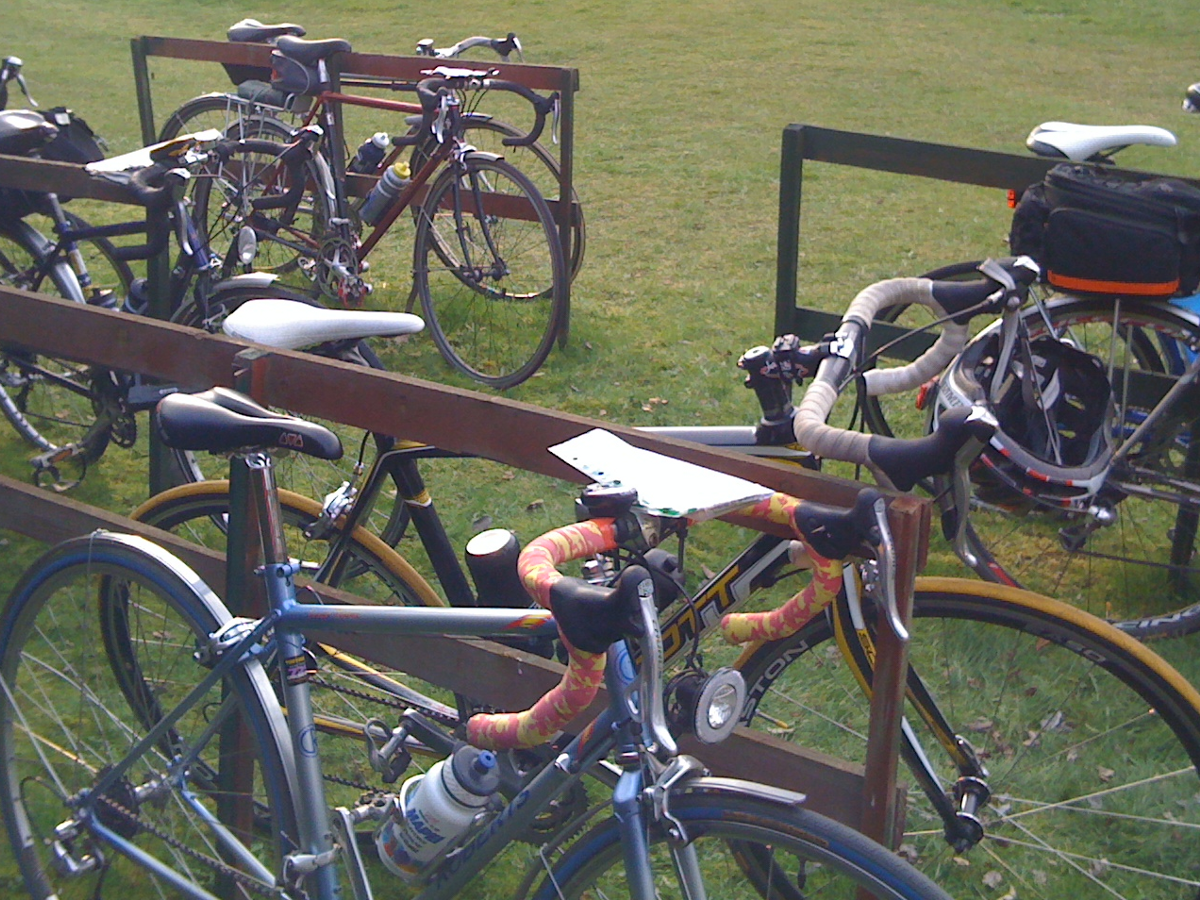
Biciclette durante un evento di randonneuring

Le biciclette da randonneuring non sono soggette ai regolamenti UCI per la corsa su strada: una bici è accettabile per il randonneuring se è a propulsione esclusivamente muscolare, utilizza ruote, ed è non più larga di un metro. Tricicli e bici reclinate sono quindi ammesse.
Autori come Simon Doughty descrivono una tipica bici da randonneuring come una via di mezzo tra una bici da corsa e una bici da turismo. Le bici utilizzate hanno generalmente telai leggeri in acciaio, manubri da corsa, geometrie confortevoli, pneumatici di media larghezza, guarnitura tripla, rapporti moderatamente bassi, e la capacità di trasportare un bagaglio leggero. Parafanghi e sistemi di illuminazione sono altresì comuni - e anzi obbligatori in certi eventi.
I randonneur devono essere autosufficienti tra i controlli, eccetto ovviamente in caso di gravi emergenze. Essi quindi portano con sé il cibo, l'acqua, gli attrezzi necessari, ecc. Alcuni eventi richiedono specificamente ai partecipanti di portare con sé determinati equipaggiamenti (ad esempio luci, lampadine di ricambio, abbigliamento riflettente), sebbene ciò possa variare a seconda dell'organizzatore.

## Brevetti Famosi
La maggioranza dei brevetti hanno una partecipazione relativamente piccola e sono organizzati localmente. Esiste quindi un fitto calendario di eventi per gli entusiasti. Vi sono comunque anche eventi famosi e prestigiosi che attirano partecipanti da tutto il mondo.

### Parigi–Brest–Parigi
La Parigi-Brest-Parigi (PBP) è un evento lungo circa 1200 km che si tiene ogni quattro anni su un percorso andata e ritorno tra Parigi e Brest. Il primo evento risale al 1891, e si tratta del più antico evento ciclistico disputato regolarmente ancora oggi. Tale evento cominciò come una gara per ciclisti professionisti, ma si è ora trasformata in una sfida di durata non competitiva. Per qualificarsi, un ciclista deve completare una serie di brevetti nel corso dell'anno. La serie può essere completata in qualsiasi ordine (tradizionalmente nell'ordine 200, 300, 400 e 600 km), e uno qualsiasi di questi brevetti può essere sostituito da un randonnée di distanza maggiore.
La Parigi-Brest-parigi, risalente come detto al 1891, fu la prima corsa su lunga distanza divenuta popolare. Dopo il 1931 i partecipanti furono separati in tre gruppi: ciclisti professionisti e due gruppi non professionisti noti come club "Allure Libre" e club "Audax". l'Allure Libre consisteva di individui che viaggiavano individualmente ricercando l'autosufficienza, mentre i partecipanti Audax viaggiavano in gruppo mantenendo un'andatura costante. Quando, col passare degli anni, l'interesse nel ciclismo su lunga distanza diminuì a favore degli eventi a tappe come il Tour de France, i professionisti abbandonarono la Parigi-Brest-Parigi, rendendo quest'ultimo un evento di randonneuring puro.
La parte di randonneuring della Parigi-Brest-Parigi era stata governata dall'Audax Club Parisien (ACP) sin dagli anni '30. Nel 1975 i gruppi Audax ed Allure Libre si separarono formando due differenti eventi. Oggi l'ACP disputa l'evento ogni quattro anni nel formato Allure Libre, e l'Union des Audax lo disputa ogni cinque anni nel formato Audax.

### Londra–Edimburgo–Londra
La Londra-Edimburgo-Londra è un evento di 1400 km che si disputa nel Regno Unito ogni quattro anni. La partenza è generalmente nel nord di Londra e segue un percorso attraverso l'est dell'Inghilterra fino ad arrivare a Edimburgo. Il percorso di ritorno è generalmente lo stesso dell'andata.

### Boston–Montreal–Boston
La Boston–Montreal–Boston (BMB) è un evento di 1200 km andata e ritorno tra Boston e Montréal. La BMB è a volte considerata l'equivalente nord americano della PBP. Si tiene ogni anno, ad eccezione degli anni in cui si tiene la Parigi–Brest–Parigi.

### Altri brevetti di 1200km e oltre
- 1001 Miglia 1630k (Italia)
- Big Tour of Bavaria 1200 km (Germania)
- Big Wild Ride 1200 km (Alaska, USA)
- BMB Boston-Montreal-Boston 1200k (USA)
- Cascade 1200 (USA)
- Colorado High Country 1200k Randonnée (USA)
- Gold Rush Randonnée (USA)
- Granite Anvil 1200 (Canada)
- Great Southern Randonnee (Australia)
- Amburgo-Berlino-Colonia-Amburgo 1500 km (Germania)
- Korea Grande Randonnee 1200 (Korea)
- Last Chance 1200k Randonnée (USA)
- LEL: Londra-Edimburgo-Londra (Regno Unito)
- Madrid-Gijon-Madrid 1200 km (Spagna)
- Míle Fáilte 1200 (Irlanda)
- Perth-Albany-Perth (Australia)
- Rocky Mountain 1200 (Canada)
- Sofia-Varna-Sofia 1200 km (Bulgaria)
- Super Brevet Scandinavia 1200 km (Danimarca, Norvegia, Svezia)
- Texas Rando Stampede (USA)
- Taste of Carolina 1200k (USA)
- VanIsle 1200 (Canada)
- Ultimate Island Explorer 2000 km (Canada)
- Vologda-Onega-Ladoga (Russia)
- Maraton Rowerowy Dookoła Polski (Polonia)
- Sicilia No Stop (Italia)
- Silk Route (Uzbekistan)
- 1200 km BRM across Rajasthan, (India)
- 1200 Chuiski tract, (Russia)

## Riconoscimenti
Un ciclista che abbia completato con successo un brevetto di 200 km viene definito "randonneur". Tale titolo dura tutta la vita.
I partecipanti che completano con successo determinati eventi ricevono riconoscimenti specifici dall'Audax Club Parisien o da altre organizzazioni di randonneuring.

## Limiti temporali
Gli eventi di randonneuring devono essere completati entro determinati limiti temporali. Sebbene possano esservi delle variazioni, tipicamente si applicano i seguenti limiti:
- 200 km - 13.5 ore (14 ore nel Regno Unito, come negli eventi originali.)
- 300 km - 20 ore
- 400 km - 27 ore
- 600 km - 40 ore
- 1000 km - 75 ore
- 1200 km - 90 ore (alternativamente 80 o 84 ore)
- 1400 km - 116:40 ore (alternativamente 105:16 o 93:20 ore)

Gli organizzatori hanno generalmente la facoltà di ridurre la velocità massima, allo scopo di rendere più facile il presidio dei punti di controllo, specie negli eventi più collinari.